# Giuseppe Alberti (biskup)
Mons. Giuseppe Alberti (* 17. června 1965, Este) je italský římskokatolický duchovní a biskup Oppido Mamertina-Palmi.

## Život
Narodil se 17. června 1965 v Este.
Nastoupil do nižšího semináře v Padově a následně do vyššího kněžského semináře. Na Teologické fakultě severní Itálie získal licenciát z pastorální teologie. Dne 10. června 1990 byl biskupem Antoniem Mattiazzou vysvěcen na kněze a inkardinován do padovské diecéze.
Vykonával funkci asistenta nižšího semináře v Padově. Roku 2000 byl poslán jako misionář fidei donum do Ekvádoru, kde byl zodpovědný za formaci v semináři Nuestra Señora de la Paz diecéze Tulcán. Následně se stal rektorem vyššího semináře v Tulcánu. Po návratu do vlasti byl okrskovým vikářem vikariátu Limena a farářem Santa Maria Assunta v Solesinu.
Dne 21. září 2023 jej papež František jmenoval biskupem Oppido Mamertina-Palmi. Biskupské svěcení přijal 19. listopadu z rukou biskupa Claudia Cipolly a spolusvětiteli byli biskup Francesco Milito a arcibiskup Antonio Mattiazzo.